# Wimbach
Wimbach é um município da Alemanha localizada no distrito de Ahrweiler, no estado da Renânia-Palatinado.
É membro da associação municipal de Adenau.

## Demografia
Evolução da população (em 31 de dezembro de cada ano):
| - 1815 – 211 - 1835 – 250 - 1871 – 226 - 1905 – 249 - 1939 – 284 - 1950 – 300 | - 1961 – 329 - 1965 – 351 - 1970 – 373 - 1975 – 379 - 1980 – 400 - 1985 – 396 | - 1987 – 410 - 1990 – 467 - 1995 – 457 - 2000 – 489 - 2005 – 452 |

 Fonte: Statistisches Landesamt Rheinland-Pfalz